# 3938 Chapront
3938 Chapront eller 1949 PL är en asteroid i huvudbältet, som upptäcktes 2 augusti 1949 av den tyske astronomen Karl Wilhelm Reinmuth i Heidelberg. Den har fått sitt namn efter Jean Chapront och Michelle Chapront-Touzé vid Bureau des Longitudes i Paris.
Asteroiden har en diameter på ungefär 9 kilometer.